# 양자평원
양자평원(揚子平原) 혹은 양쯔평원(Yangtze Plain), 장강중하유평원(長江中下游平原) 혹은 장강중하류평원(長江中下游平原)은 중국 장강(長江)과 주요 지류를 따라 생성된 충적 평야이다.
양자평원은 중국 호북성(湖北省) 의창(宜昌) 동쪽에서 시작한다. 양자평원 중부는 호남성(湖南省)과 호북성, 강서성(江西省) 중북부의 북동부와 남동부의 일부이다. 또한 동정호(洞庭湖), 파양호(播陽湖), 홍호(洪湖)를 품고 있다.
양자평원 중하류 부분은 무산(巫山) 혹은 무협(巫峽) 동쪽에서 해안까지 뻗어 있다. 장강과 지류의 충적층으로 구성되어 있다. 강과 호수로 만들어진 늪이 다소 있으며, 쌀농사와 민물고기 생장에 적합하여, 예로부터 '어미지향(魚米之鄕)'으로 불렸다. 또한 이곳에는 차, 비단, 유채씨, 누에콩, 감귤이 생산된다.
양자평원 하류는 장강 삼각주(Yangtze River Delta)를 포함한다.

## 같이 보기
- 강남

## 참고문헌
- "Land and Resources" — Chinese Embassy in Sweden Web pages (retrieved 9 February 2006)
- "Natural Condition" — China Facts and Figures 2005 (retrieved 9 February 2006)